# 最所フミ
最所 フミ（さいしょ ふみ、1908年10月25日 - 1990年）は、日本の評論家、翻訳家。

## 来歴
大阪府出身。津田英学塾（現津田塾大学）卒、ミシガン大学、同大学院に学び、NHKで英語ニュースの仕事をする。1948年から1974年まで、JAPAN TIMES に映画評論を英文で執筆。加島祥造と同居したのち、鮎川信夫とともに住み結婚するが、このことは秘密にされ、鮎川の没後に明らかにされた。『荒地』の詩人たちの間のゴッドマザーのような存在で、英語力に優れたという。
1980年に発行された『日英語表現辞典』は没後の2004年にちくま学芸文庫に入ったが長らく入手困難になっていた。2018年、ツイッターで本の評価が高まり、『英語類義語活用辞典』とともに復刊された。

## 著書
- 『日本語にならない英語』（研究社出版） 1968
- 『英語にならない日本語』（研究社出版） 1971
- 『英語と日本語 発想と表現の比較』（研究社出版） 1975
- 『続・英語にならない日本語』（研究社出版） 1977
- 『英語類義語活用辞典』（研究社出版） 1979、のちちくま学芸文庫 2003　＊電子版あり
- 『日英語表現辞典』（研究社出版） 1980、のちちくま学芸文庫 2004　＊電子版あり
- 『英語の習得法』（研究社出版） 1981
- 『現代アメリカ語辞典』（日本翻訳家養成センター） 1983
- 『イラストレイティッドヤンキー・サラリーマン講座』（グロビュー社） 1984
- 『アメリカ英語を読む辞典』（研究社出版） 1986

## 翻訳
- 『白い塔』（ジェイムス・R・アルマン、加島祥造共訳、新人社） 1950
- 『新しい女性美 肉体的魅力とあなたのホルモン』（ニナ・カサリン・ラン、改造社） 1950
- 『ネブラスカから来た男』（ラルフ・G・マーティン、加島祥造共訳、早川書房） 1951

## 関連書籍
- 『幽霊船長 - 河原晋也遺稿集』（河原晋也、文藝春秋） 1987
- 『荒地の恋』（ねじめ正一、文藝春秋） 2007
- 『鮎川信夫、橋上の詩学』（樋口良澄、思潮社） 2016年